# Nuta człowiecza
nuta człowiecza – ostatni, siódmy tom poetycki Józefa Czechowicza wydany w 1939.
Zbiór zawiera zarówno utwory pisane wierszem regularnym, jak i wolnym. Wiersze mają zróżnicowany charakter - obecne są w nich motywy pejzażowe (Jesienią, Jeszcze pejzaż, Obłoki), katastroficzne (Modlitwa żałobna, Pieśń o niedobrej burzy), metaforyczne uogólnienia (Jabłko życia, Przedświt), aktualne obserwacje (Pod dworcem głównym w Warszawie), dźwiękonaśladowcze gry słowne (Piosenka czeski domek).